# Gosseldange
Gosseldange, Goussel (lb. Gousseldeng, Goussel; niem. Gosseldingen) – wieś (Uertschaft) we wschodnim Luksemburgu, w kantonie Mersch, w gminie Lintgen. Do 3 października 2015 miejscowość leżała w dystrykcie Luksemburg. Liczy 712 mieszkańców (31 grudnia 2022). 